# Larry Portis
Pour les articles homonymes, voir Portis.
Larry Portis Lee (né le 3 juillet 1943 à Bremerton, Washington ; mort le 4 juin 2011 à Soudorgues dans le Gard) est un historien politique, professeur d'université et militant libertaire.
Il est l'auteur ou co-auteur d'une douzaine de livres et éditeur ou co-éditeur d'autres ouvrages. Son travail se préoccupe d'histoires de la pensée politique, des mouvements sociaux, de la politique étrangère des États-Unis et la culture populaire (musique et cinéma) autant en Amérique qu'en Europe. Il vivait en France depuis 1977.
Selon Jean-Guillaume Lanuque de la revue Dissidences, il « semble[nt] proche[s] des milieux anarcho-syndicalistes ».

## Biographie
Larry Portis a grandi dans une famille de la classe ouvrière à Seattle (Washington) et Billings (Montana). Son père était tôlier dans un chantier naval et pompier. Sa mère était secrétaire à temps partiel.
À 18 ans, il se marie (1961) et a deux enfants. En 1968, il est diplômé de l'université d'État du Montana, où il a été actif dans le domaine de la politique soit universitaire, soit locale. De 1965 à 1968, il a écrit des articles hebdomadaires sur la politique pour le journal de l'université, « The Retort » (La Riposte) et fondé un bulletin clandestin, « The Free Student Press » (La Presse libre étudiante), en plus de ses activités alimentaires pour vivre. Avant de quitter la ville, il a participé à l'organisation des travailleurs de la compagnie municipale des eaux, à Billings.
Il obtient sa maîtrise en 1970, puis son doctorat en 1975 au sein de la faculté d'histoire de l'université du Nord de l'Illinois dont le sujet était sur les débuts de la sociologie en France au XIXe siècle. En 1974, il a participé aux travaux de soutien pour l'United Farm Workers (en), avant de quitter l'université et de travailler à dans plusieurs domaines professionnels.
Il quitte les États-Unis pour l'Europe en 1977, où il voyage et vit de petits boulots. En 1981, il s'installe en France et commence à enseigner à l'Université américaine de Paris, où il fonde une section de la CGT, puis dans plusieurs autres universités en France. Il a été membre (1984-1989) du collectif de rédaction des Éditions Spartacus, créé et dirigé par René Lefeuvre depuis 1934. Portis est membre du comité de rédaction de la revue de sociologie « L'Homme et la Société » de 1987 à 2007. En 2002, lors de l'invasion américain en Irak, il co-fonde le groupe Les Américains pour la paix et la justice à Montpellier.
Il a écrit de nombreux articles pour divers journaux, magazines et revues, dont Alternative libertaire, Gavroche, Radical History Review, Travailleur industriel, Le Monde libertaire, L'Homme et la Société, Les Cahiers de l’Herne. En ligne, il a collaboré à des magazines comme CounterPunch, Watan, Film politique Blog et Divergences.be.
Portis a également publié des nouvelles, dont certaines publiées dans Intimités aux États-Unis : Neuf histoires d'amour et d'autres émotions et un roman, American Dreaming (Le Rêve américain). Il vivait à Paris et dans le sud de la France, avec la femme de lettres anarchiste Christiane Passevant, également journaliste à Radio France. Il est mort d'un infarctus, à Soudorgues.

## Professeur
Portis a enseigné l'Histoire de l'Europe et les États-Unis ainsi que la sociologie à l'Université américaine de Paris de 1981 à 1996. Successivement à l'Université de Paris VII (Jussieu) de 1983 à 1988, à l'Université de Paris X (Nanterre) de 1988 à 1989, et à l'Université de Clermont-Ferrand II de 1995 à 1998, il a enseigné l'histoire des États-Unis. À l'Université de Montpellier III de 1998 à 2009, il a enseigné dans les deux programmes : (civilisation américaine) et études sur la Méditerranée.

## Œuvre

### Ouvrages
En français
- Georges Sorel, présentation et textes choisis, Paris, François Maspero, 1982 (OCLC 9592908). Nouvelle édition : La Brèche PEC, Montreuil, 1989, 329 p. (OCLC 490203092).
- IWW. Le syndicalisme révolutionnaire aux États-Unis, Paris, Éditions Spartacus, 1985 et 2003, 173 p. (OCLC 469501962).
- Les Classes sociales en France. Un débat inachevé (1789–1989), Paris, Les Éditions Ouvrières, 1988 (OCLC 299431242).
- La Main de fer en Palestine. Histoire et actualité de la lutte dans les territoires occupés, (avec Christiane Passevant), Paris, Éditions du Monde libertaire, 1992 (OCLC 52973887).
- Dictionnaire Black, (avec Christiane Passevant), Paris, Éditions Jacques Grancher, 1995, 527 p. (OCLC 32421367).
- La politique étrangère des États-Unis. De la guerre mondiale à la mondialisation, (avec Michel Allner), Paris, Éditions Ellipse, 2000, 160 p. (OCLC 45070344).
- Cinéma engagé  Cinéma enragé, (Éditeur avec Pascal Dupuy et Christiane Passevant), Paris, Éditions l’Harmattan, 2003, 178 p. (OCLC 470422180).
- La Canaille ! Histoire sociale de la chanson française, Paris, Éditions CNT-RP, 2004, 224 p. (OCLC 420059772).
- Dictionnaire des chansons politiques et engagées, (avec Christiane Passevant), Paris, Éditions Scali, 2008, 463 p. (OCLC 213304901).
- Histoire du fascisme aux États-Unis, Paris, Éditions CNT-RP, 2008, 327 p. (OCLC 470605539).
- Qu’est-ce que le fascisme ? Un phénomène social d’hier et d’aujourd’hui, Paris, Éditions Alternative Libertaire, 2010, 207 p.[5] (OCLC 758903676).

En anglais
- Georges Sorel, London, Pluto Press, 1980. 120 p.
- Soul Trains : A Peoples' History of Popular Music in the United States and Britain, College Station, Virtualbookworm, 2002, 279 p. (OCLC 492215610).
- Terror and Its Representations : Studies in Social History and Cultural Expression in the United States and Beyond, (éditeur) Montpellier, Presses Universitaires de la Méditerranée, 2008, 317 p. (OCLC 470585901).

### Articles
- Un libertaire et antifasciste (presque) inconnu : George Seldes, Gavroche, n°158, avril-juin 2009, pp. 4-11, [lire en ligne].
- Luttes sociales en « terre promise », dans Emma Goldman, Itinéraire : une vie, une pensée, no 8, second semestre 1990, 84 pages, lire en ligne.
- Critique de Buhle, L'Homme et la Société, 3 (93), 1989, p. 27–32, lire en ligne.
- « Musique populaire dans le monde capitaliste : vers une sociologie de l'authenticité », L'Homme et la société, no 126,‎ 1997, p. 69–86 (DOI 10.3406/homso.1997.2916, lire en ligne)
- Le syndrome Tarzan. L'émancipation et la domestication de l'être humain, L'Homme et la Société, numéros 132-133, avril–septembre 1999, p. 13–28, lire en ligne.
- Idéologie de la créativité et de la création en musique populaire, Réfractions, no 11, automne 2003, lire en ligne.
- (en) The Cultural Dialectic of the Blues, Canadian Journal of Political and Social Theory, 9 (3), automne 1985, p. 23–36.
- (de) Gesellschaft, in Historisch-kritisches Wörterbuch des Marxismus, sous la direction de Wolfgang Fritz Haug, volume 5, Berlin, Augument-Verlag, 2001, p. 545–564. Le titre anglais est « What is Society? ».
- (en) On the three lives of Georges Sorel and French politics today, New Political Science, Volume 4, Issue 2, 1983, p. 93–102, DOI 10.1080/07393148308429585.

### Vidéo
- Qu’est-ce que le fascisme ?, Toulouse, 28 avril 2011, Université populaire 31, tvbruits.org, voir en ligne.